# Ecstasy of Gold
Ecstasy of Gold er et musikstykke komponeret af Ennio Morricone, og blev brugt i filmen Den gode, den onde og den grusomme. Ud over dette, spiller Metallica altid nummeret ved begyndelsen af deres koncerter.
I Den gode, den onde, og den grusomme anvendes stykket, hvor Tuco – den grusomme – leder efter graven, hvor guldet er begravet. Deraf titlen "the ecstasy of gold". Musikkens stil er klassisk.
| Musik | Spire Denne musikartikel er en spire som bør udbygges. Du er velkommen til at hjælpe Wikipedia ved at udvide den. |